# Cúp các câu lạc bộ đoạt cúp bóng đá quốc gia châu Á 1992–93
Đội vô địch Cúp các câu lạc bộ đoạt cúp bóng đá quốc gia châu Á 1992–93, giải thi đấu bóng đá được tổ chức bởi AFC, được liệt kê bên dưới.

## Vòng Một
| Đội 1             | TTS      | Đội 2            | Lượt đi | Lượt về |
| ----------------- | -------- | ---------------- | ------- | ------- |
| Pupuk Kaltim      | (w/o)1   | Sing Tao         |         |         |
| PIA               | (w/o)2   | York             |         |         |
| Quảng Nam Đà Nẵng | (w/o)3   | Balestier United |         |         |
| Al Arabi          | 1-0      | Al Ahli          | 0-0     | 1-0     |
| Al Ramtha         | 4-7      | Bani Yas         | 3-2     | 1-5     |
| Fanja             | (w/o)4   | Mohammedan       |         |         |
| Persepolis        | (w/o)5   | Safa             |         |         |
| Yokohama Marinos  | miễn đấu |                  |         |         |
| Mohammedan        | miễn đấu |                  |         |         |
| Al Ittihad        | miễn đấu |                  |         |         |

1 Sing Tao bỏ cuộc 

2 Cả PIA và York bỏ cuộc 

3 Balestier bỏ cuộc 

4 Mohammedan bỏ cuộc 

5 Safa bỏ cuộc

## Vòng Hai
| Đội 1             | TTS      | Đội 2            | Lượt đi | Lượt về |
| ----------------- | -------- | ---------------- | ------- | ------- |
| Pupuk Kaltim      | 2-4      | Yokohama Marinos | 1-1     | 1-3     |
| Al Arabi          | 1-3      | Al Ittihad       | 0-1     | 1-2     |
| Persepolis        | 2-0      | Fanja            | 0-0     | 2-0     |
| Quảng Nam Đà Nẵng | miễn đấu |                  |         |         |
| Mohammedan        | miễn đấu |                  |         |         |
| Bani Yas          | miễn đấu |                  |         |         |

## Vòng Trung gian
| Đội 1      | TTS | Đội 2             | Lượt đi | Lượt về |
| ---------- | --- | ----------------- | ------- | ------- |
| Persepolis | 3-2 | Bani Yas          | 2-1     | 1-1     |
| Mohammedan | 1-2 | Quảng Nam Đà Nẵng | 1-1     | 0-1     |

## Bán kết
| Đội 1             | TTS   | Đội 2            | Lượt đi | Lượt về |
| ----------------- | ----- | ---------------- | ------- | ------- |
| Quảng Nam Đà Nẵng | 1-4 1 | Yokohama Marinos | 1-1     | 0-3     |
| Persepolis        | 2-1 2 | Al Ittihad       | 1-0     | 1-1     |

1Lượt đi ngày 12 tháng 11, lượt về ngày 26 tháng 11 (các nguồn khác có ngày đổi ngược lại và ngày diễn ra là 12 và 20 tháng 11) 

2Lượt đi ngày 13 tháng 11, lượt về ngày 5 tháng 12

## Chung kết
| Đội 1            | TTS | Đội 2      | Lượt đi | Lượt về |
| ---------------- | --- | ---------- | ------- | ------- |
| Yokohama Marinos | 2-1 | Persepolis | 1-1     | 1-0     |

### Lượt đi
| Yokohama Marinos | 1–1 | Persepolis |
| ---------------- | --- | ---------- |
|                  |     |            |

### Lượt về
| Persepolis | 0–1 | Yokohama Marinos |
| ---------- | --- | ---------------- |
|            |     |                  |

## Đội vô địch
| Cúp các câu lạc bộ đoạt cúp bóng đá quốc gia châu Á 1992-1993 Yokohama Marinos Danh hiệu thứ hai |